# Denis de Rasse de la Faillerie
Le baron Denis Jean Baptiste Charles de Rasse de La Faillerie, né le 31 janvier 1762 à Tournai et mort le 28 janvier 1839 à Bruxelles, est un magistrat et homme politique belge.

## Biographie
Denis de Rasse de La Faillerie est le fils de Denis Charles de Rasse, seigneur de la Faillerie, échevin de Tournai, conseiller au bailliage royal du Tournaisis, puis au Conseil provincial du Tournaisis, et de Philippine Thérèse Brisseau (fille de Michel Brisseau, recteur magnifique de l'université de Douai).
Licencié en droit, il devient avocat au conseil de Tournai. 

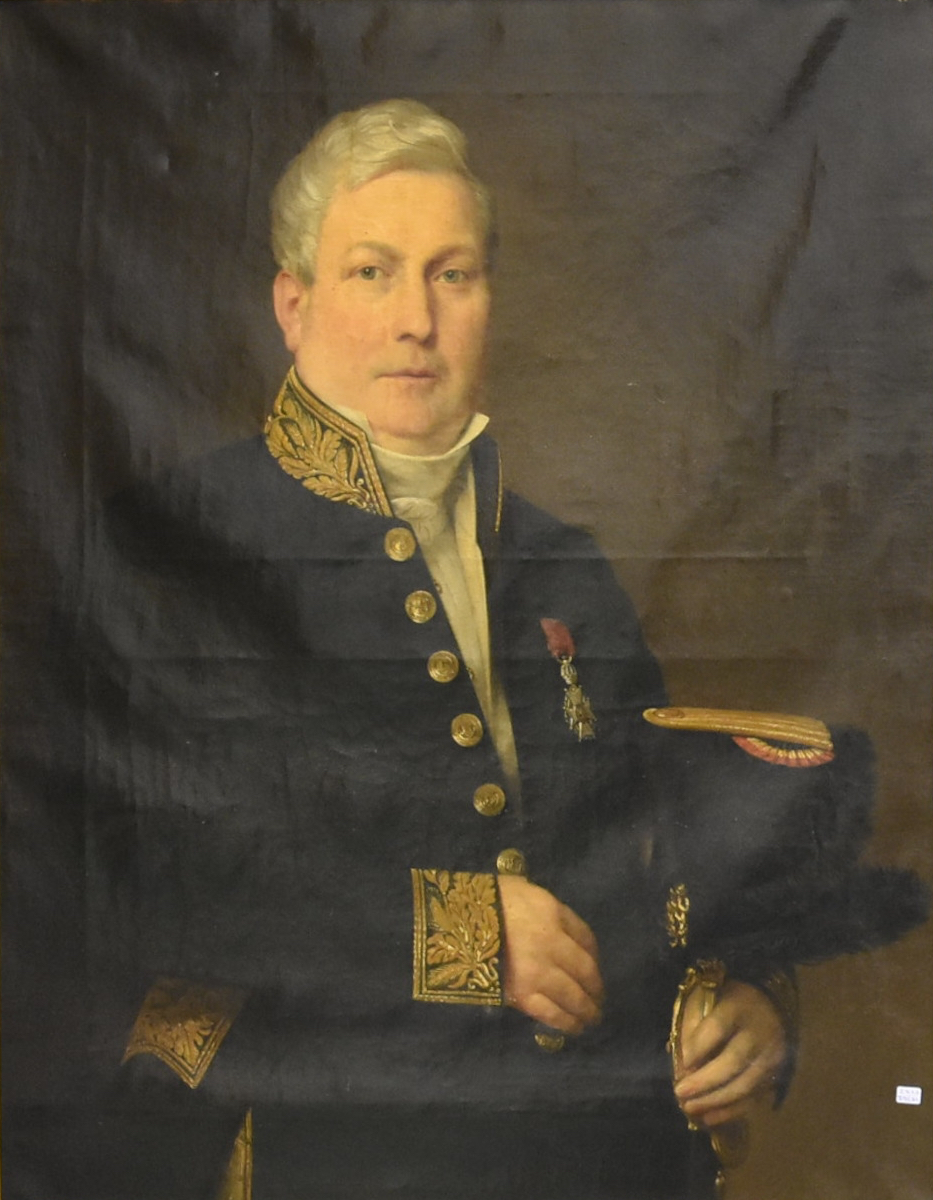
Portrait de son fils, le baron de Rasse de La Faillerie.

Marié en 1788 avec Ghislaine Hersecap, fille de Joseph François Hersecap, conseiller de la Chambre des arts et métiers de Tournai, conseiller-pensionnaire de Tournai, et d'Anne Rose Sergeant, il est le père de :
- Denis (1789-1866), président du tribunal de première instance de Mons, marié avec Pauline de Behault de Warelles.
- Constance (1790-1810), mariée avec Benoît Crombez (nl) (père en secondes noces de Louis, François Crombez et d'Henriette de Clercq).
- Louise (1792-1883), mariée avec Auguste Robert de Wadelincourt, baron de Morpas.
- René (1796-1866), juge au tribunal de première instance de Tournai, marié avec Mathilde de Villers du Fourneau (nl).

Échevin de Tournai de 1790 à 1792 puis membre du conseil général de la ville en 1795, il est nommé président du tribunal de Tournai en 1802. Il est confirmé dans ses fonctions par le gouvernement néerlandais.
Membre de la Seconde Chambre des États généraux pour la province de Hainaut en 1815, il devient également membre de l'ordre équestre du Hainaut l'année suivante. 
Le 27 février 1827, il est créé baron de Rasse de La Faillerie par le roi Guillaume Ier des Pays-Bas.
Après la révolution belge, il devient sénateur et est nommé conseiller à la Cour de cassation en 1832.

## Fonctions et mandats
- Échevin de Tournai : 1790-1792
- Membre du Conseil général de Tournai : 1795
- Président du Tribunal de Tournai : 1802-1832
- Membre de la Seconde Chambre des États-Généraux pour la Province de Hainaut : 1815-1816
- Membre de l'Ordre équestre du Hainaut : 1816
- Membre du conseil de l'Hôpital Civil de Tournai : 1819-1832
- Sénateur par l'arrondissement de Tournai : 1832
- Conseiller à la Cour de cassation : 1832-1839

## Distinctions
- Baron : 27 février 1827 (Lettres de Guillaume Ier)

## Sources
- Académie royale de Belgique, Biographie nationale, tome XVIII, 1905
- Paul-Armand du Chastel de la Howarderie de-Neuvireuil, Notices Généalogiques Tournaisiennes, Tournai 1881.
- J. E. Soil, Denis de Rasse de la Faillerie, in: Biographie Nationale, T. XVIII, Bruxelles, 1905.
- J. Stengers, J.-L. De Paepe, M. Gruman, Index des éligibles au Sénat (1831-1893), Brussel, 1975.
- G. Lefebvre, Biographies tournaisiennes des XIXe et XXe siècles, Tournai, 1990, p. 73-74.
- J.-P. Nandrin, Hommes, normes et politique. Le pouvoir judiciaire en Belgique aux premiers temps de l'indépendance (1832-1848), 1995, IV, p. 837.
- Jean-Luc De Paepe & Christiane Raindorf-Gerard, Le Parlement belge, 1831-1894. Données biographiques, Brussel, 1996.
- Oscar Coomans de Brachène, État présent de la noblesse belge, Annuaire 1997, Bruxelles, 1997